# North Adams, Michigan
North Adams är ett municipalsamhälle (village) i Hillsdale County i Michigan i USA. Vid 2020 års folkräkning hade North Adams 452 invånare.